# Linia kolejowa Hradec Králové – Turnov
Linia kolejowa Hradec Králové – Turnov – jednotorowa, niezelektryfikowana linia kolejowa w Czechach. Łączy Hradec Králové i Turnov przez Jiczyn. Przebiega przez dwa kraje: hradecki i liberecki.